# 粟津駅 (石川県)
粟津駅（あわづえき）は、石川県小松市符津町にある、IRいしかわ鉄道線の駅である。
本項目では、かつて接続していた北陸鉄道粟津線（加南線）の新粟津駅（しんあわづえき）についても述べる。

## 歴史
- 1907年（明治40年）11月16日：官設鉄道北陸線の動橋駅 - 小松駅間に新設開業[1][2]。
- 1909年（明治42年）10月12日：線路名称制定。北陸本線の所属となる。
- 1911年（明治44年）3月5日：粟津軌道の終着駅として符津駅（ふづえき）が開業[5]。
- 1913年（大正2年）11月16日：粟津軌道の合併により、温泉電軌の駅となる。
- 1916年（大正5年）2月16日：温泉電軌が宇和野駅まで延伸[6]。
- 時期不詳：符津駅が新粟津駅へ改称。
- 1943年（昭和18年）10月13日：合併により北陸鉄道が設立、同社の粟津線の駅となる[7][5]。
- 1962年（昭和37年）11月23日：粟津線の廃止に伴い、新粟津駅廃止[7][8][5]。
- 1985年（昭和60年）3月14日：荷物の取扱を廃止[9]。
- 1987年（昭和62年）4月1日：国鉄分割民営化により西日本旅客鉄道（JR西日本）・日本貨物鉄道（JR貨物）の駅となる[9]。
- 2004年（平成16年）3月13日：この日のダイヤ改正で、貨物列車の設定がなくなる。
  - ジャパンエナジー（現在のENEOS）粟津油槽所の荷役設備へ続く専用線があり[2]、北袖駅や東水島駅から潤滑油輸送が行われていたが、この日までに廃止された[2]。
- 2006年（平成18年）4月1日：JR貨物の駅の登録が抹消（廃止）になり、貨物の取扱が正式に終了[10]。
- 2017年（平成29年）4月15日：ICカード「ICOCA」の利用が可能になる[11][12][13][14][15]。
- 2022年（令和4年）
  - 3月11日：みどりの窓口の営業を終了[3][4]。
  - 3月12日：終日無人化[3][4][16]。
- 2024年（令和6年）3月16日：北陸新幹線の金沢駅 - 敦賀駅間延伸開業に伴い、IRいしかわ鉄道の駅になる。

## 駅構造

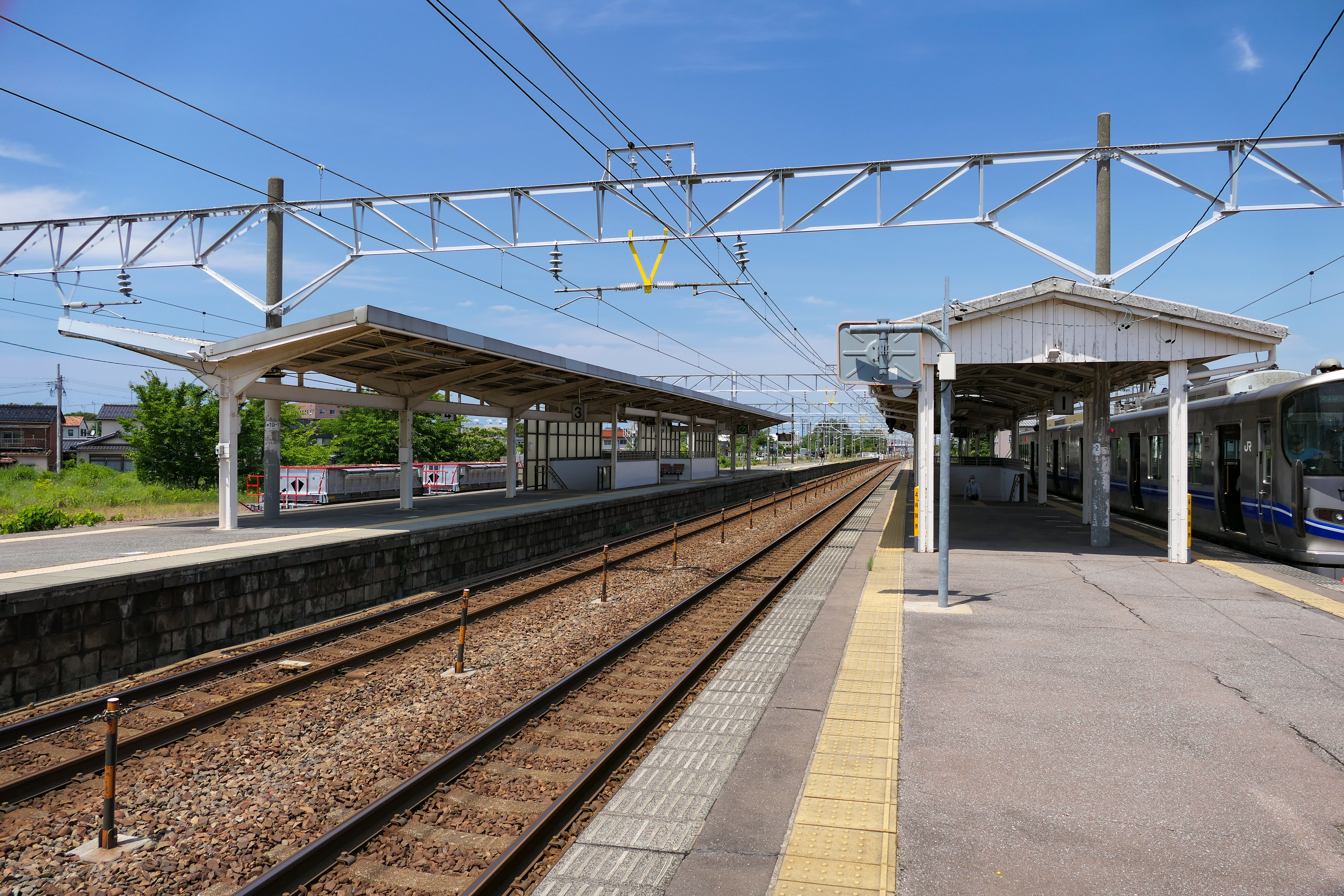
ホーム（2023年6月）

島式ホーム2面4線と貨物列車用であった側線を有する地上駅。線路東側に開業当初からの木造駅舎が残る。駅舎から各ホームへは地下道で連絡している。
小松駅が管理する無人駅で、以前はみどりの窓口も設置されていた。自動券売機がある。
かつて、下りホーム小松駅寄りには小松製作所（コマツ）関連工場専用の出入口があったが現在は撤去されている。
現在、駅東の既存広場の整備や駅西側の交通広場の新規整備、東西連絡通路の整備事業が計画されている。

### のりば
| のりば | 路線              | 方向 | 行先             |
| ------ | ----------------- | ---- | ---------------- |
| 1・2   | ■IRいしかわ鉄道線 | 上り | 大聖寺・福井方面 |
| 3・4   | ■IRいしかわ鉄道線 | 下り | 小松・金沢方面   |

- 内側2線が本線、外側2線が待避線という構成である[17]。なお、運転指令上では1番のりばから順に「上り1番」「上り本線」「下り本線」「下り1番」とされている。通常は上下本線（2・3番のりば）に列車が発着し、外側2線（1・4番のりば）は特急を待避する一部の普通列車のみ発着する[注釈 1][1]。

### 新粟津駅

#### 駅構造
島式ホーム1面2線と隣接する駅舎を有していた。電車は駅舎側の線路への発着が多かった。

#### 廃止後
駅跡地は粟津駅前ロータリーの一部となっている。なお、当駅から駅前ロータリーを横切り、カーブして粟津温泉方面へ向かう線路跡は生活道路となっている。

## 利用状況
2019年（令和元年）度の1日平均乗車人員は1,291人である。
「石川県統計書」と「小松市統計書」によると、近年の1日平均乗車人員は以下の通り。
| 年度   | 1日平均 乗車人員 |
| ------ | ---------------- |
| 1996年 | 1,828            |
| 1997年 | 1,712            |
| 1998年 | 1,581            |
| 1999年 | 1,453            |
| 2000年 | 1,366            |
| 2001年 | 1,362            |
| 2002年 | 1,348            |
| 2003年 | 1,328            |
| 2004年 | 1,257            |
| 2005年 | 1,287            |
| 2006年 | 1,278            |
| 2007年 | 1,253            |
| 2008年 | 1,273            |
| 2009年 | 1,200            |
| 2010年 | 1,212            |
| 2011年 | 1,219            |
| 2012年 | 1,223            |
| 2013年 | 1,231            |
| 2014年 | 1,173            |
| 2015年 | 1,300            |
| 2016年 | 1,361            |
| 2017年 | 1,379            |
| 2018年 | 1,317            |
| 2019年 | 1,291            |

## 駅周辺
- 小松製作所粟津工場[1]
- ジェイ・バス本社・小松工場

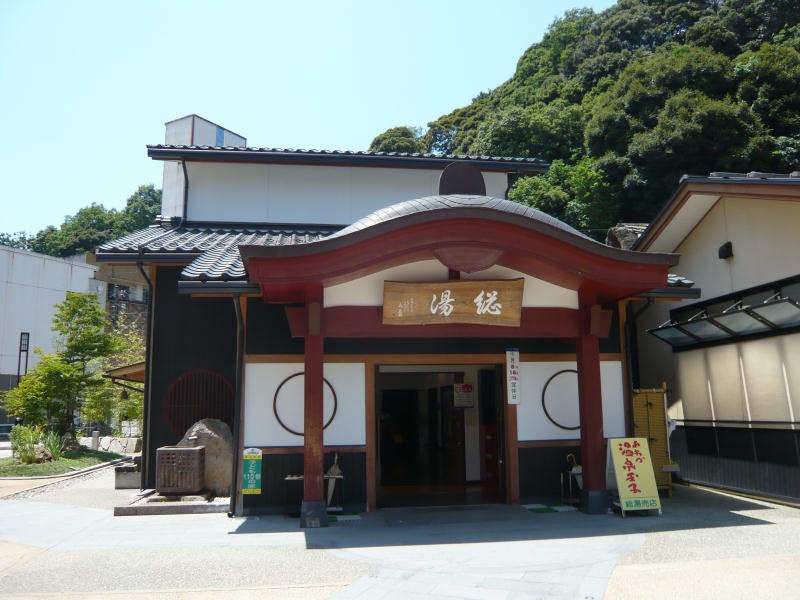
粟津温泉総湯

- 公立小松大学粟津キャンパス（法人本部併設）
- 国民健康保険小松市民病院粟津診療所
- 小松サン・アビリティーズ（小松勤労身体障害者教養文化体育施設）
- 小松市役所南支所
- 小松市消防本部南消防署
- 小松警察署粟津駅前交番
- 小松大谷高等学校
- 小松市立南部中学校
- 小松市立符津小学校
- 粟津温泉
- 粟津公園
  - いしかわ子ども交流センター小松館（旧石川県立小松児童会館）
  - なかよし鉄道（尾小屋鉄道車両を動態保存している）[17]
- 木場潟公園南園地
- Aコープ 粟津店
- マルエー 符津店
- コマツ教習所粟津センタ

## バス路線
駅前にある「粟津駅前」停留所にて、以下の路線バスが発着する。
- 北鉄加賀バス（小松営業所）
  - 粟津A線：那谷寺 / 小松駅
- 小松市コミュニティバス（日本海観光バス）
  - 木場潟線[23]：道の駅こまつ木場潟方面

## 隣の駅
IRいしかわ鉄道
■IRいしかわ鉄道線
■快速・■普通
動橋駅 - 粟津駅 - 小松駅

### 廃止路線
北陸鉄道
粟津線
下粟津駅 - 新粟津駅